# Gadolinit-(Y)
Gadolinit-(Y)  (Klaproth, 1800), chemický vzorec Y2Fe2+Be2Si2O10, je jednoklonný minerál.
Tento minerál je pojmenován po finském chemiku Johanu Gadolinovi (1760-1852), objeviteli yttria. Přípona -(Y) ukazuje na převahu yttria ve sloučenině. Příbuzný minerál je gadolinit-(Ce).

## Původ
Ve vyvřelých horninách – v žulách a alkalických žulových pegmatitech.

## Morfologie
Krystaly hrubě vytvořené, tlustě tabulkovité, také typicky prizmatické do 25 cm. Agregáty zrnité, celistvé.

## Vlastnosti
- Fyzikální vlastnosti: Tvrdost 6,5 až 7, křehký, hustota 4,36 až 4,77 g/cm3, štěpnost nemá, lom lasturnatý nebo tříštivý.
- Optické vlastnosti: Barva: černá, zelenočerná, hnědá, na tenkých hranách trávově až olivově zelená. Lesk skelný až mastný, průhlednost: opakní, na tenkých hranách téměř průhledný, vryp šedozelený.
- Chemické vlastnosti: Složení: Y 38,01 %, Be 3,85 %, Fe 11,94 %, Si 12,01 %, O 34,20 %.

## Podobné minerály
- hingganit-(Y)

## Parageneze
- Allanit, fluorit, fergusonit, yttrialit, čevkinit, zirkon.

## Využití
Zdroj yttria a beryllia.

## Naleziště
Řídce se vyskytující minerál.
- Švédsko – Ytterby na ostrově Resarö poblíž Waxholmu
- Polsko – v Dolním Slezsku
- Rusko – poloostrov Kola, Ural – Čeljabinská oblast...
- USA – Arizona, Colorado...
- a další.